# Yuuzhan Vong
Yuuzhan Vong je fiktivní rasa Star Wars. Objevili se v sérii románů Nový řád Jedi.
Roku 25 ABY podniknou invazi a stanou se hrozbou Nové republice a Novému řádu Jedi. Jsou rasou náboženských fanatiků z planety Yuuzhan'tar. Jejich technologie jsou založené na organickém původu a všechny mechanické technologie (droidi, vesmírné lodě...) jim přijdou jako rouhání. Sami se považují za božskou rasu. Vyžívají se v bolesti a považují mučení za poctu. Dobrovolně podstupují deformace svého těla. Pokud jim to však způsobí trvalý handicap stanou se vyvrhely své společnosti.

## Významní Yuuzhan Vongové
- Mezhan Kwaad
- Nas Choka
- Nei Rin
- Nen Yim
- Nom Anor
- Quoreal
- Shedao Shai
- Shimmra Jamaane
- Tsavong Lah
- Onimi